# Pierremont-sur-Amance
Pierremont-sur-Amance település Franciaországban, Haute-Marne megyében. Lakosainak száma 151 fő (2022. január 1.). Pierremont-sur-Amance Anrosey, Fayl-Billot, Laferté-sur-Amance és Ouge községekkel határos.

## Népesség
A település népességének változása:
| Lakosok száma | 230  | 206  | 201  | 172  | 165  | 147  | 143  | 149  | 152  | 151  |
|               | 1968 | 1982 | 1990 | 2006 | 2013 | 2015 | 2017 | 2019 | 2020 | 2022 |